# ددینا بارا
ددینا بارا (به صربی: Dedina Bara) یک منطقهٔ مسکونی در صربستان است که در لسکواس واقع شده‌است. ددینا بارا ۸۰۲ نفر جمعیت دارد.